# الکترونیک آلی

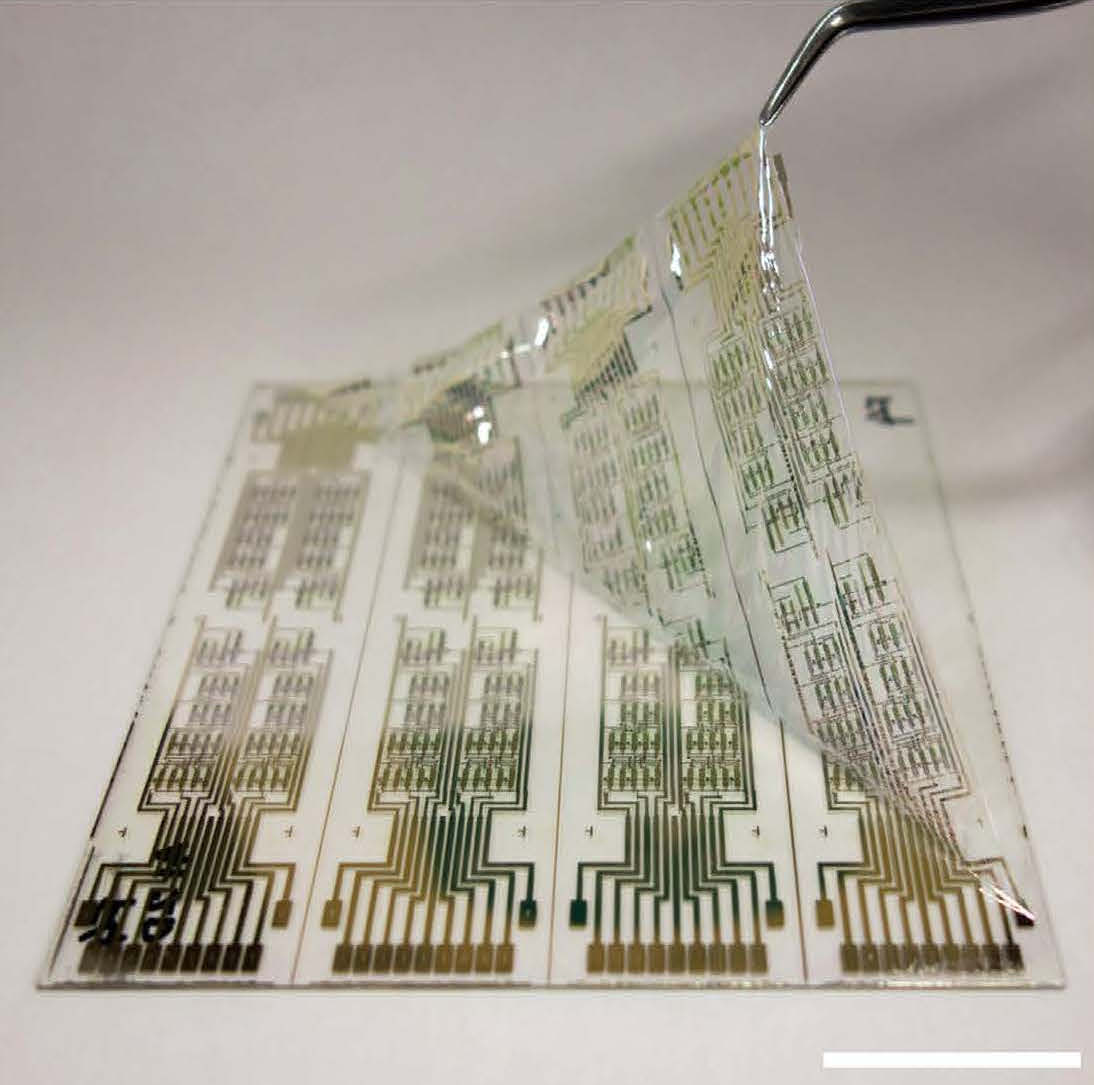
مدار منطقی CMOS آلی. ضخامت کل کمتر از ۳ میکرومتر است. نوار مقیاس: ۲۵ میلی‌متر

الکترونیک آلی یک رشته از علم مواد در مورد طراحی، سنتز، خصوصیات و کاربرد مولکولهای آلی یا پلیمرهایی است که خصوصیات الکترونیکی مطلوبی مانند مقاومت ویژه و رسانندگی الکتریکی را نشان می‌دهند. برخلاف رسانا‌ها و نیم‌رساناهای غیرآلی معمولی، مواد الکترونیکی آلی از مولکول‌های آلی (مبتنی بر کربن) یا پلیمرها با استفاده از استراتژی‌های مصنوعی ساخته شده در زمینه شیمی آلی و شیمی پلیمر ساخته می‌شوند.
یکی از مزایای وعده داده شده الکترونیک آلی، هزینه بالقوه پایین آنها در مقایسه با الکترونیک سنتی است. از ویژگیهای جذاب رساناهای پلیمری می‌توان به هدایت الکتریکی آنها و انعطاف‌پذیری مکانیکی نسبتاً زیادشان اشاره کرد. برخی از آنها از پایداری حرارتی بالایی برخوردار هستند.

## تاریخ

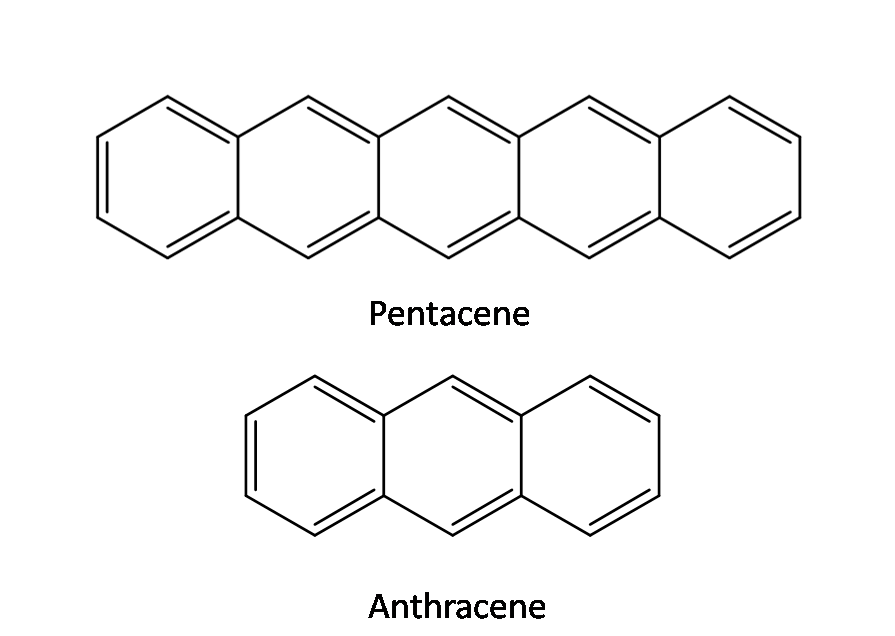
مولکول‌های کوچک نیمه رسانای معمولی

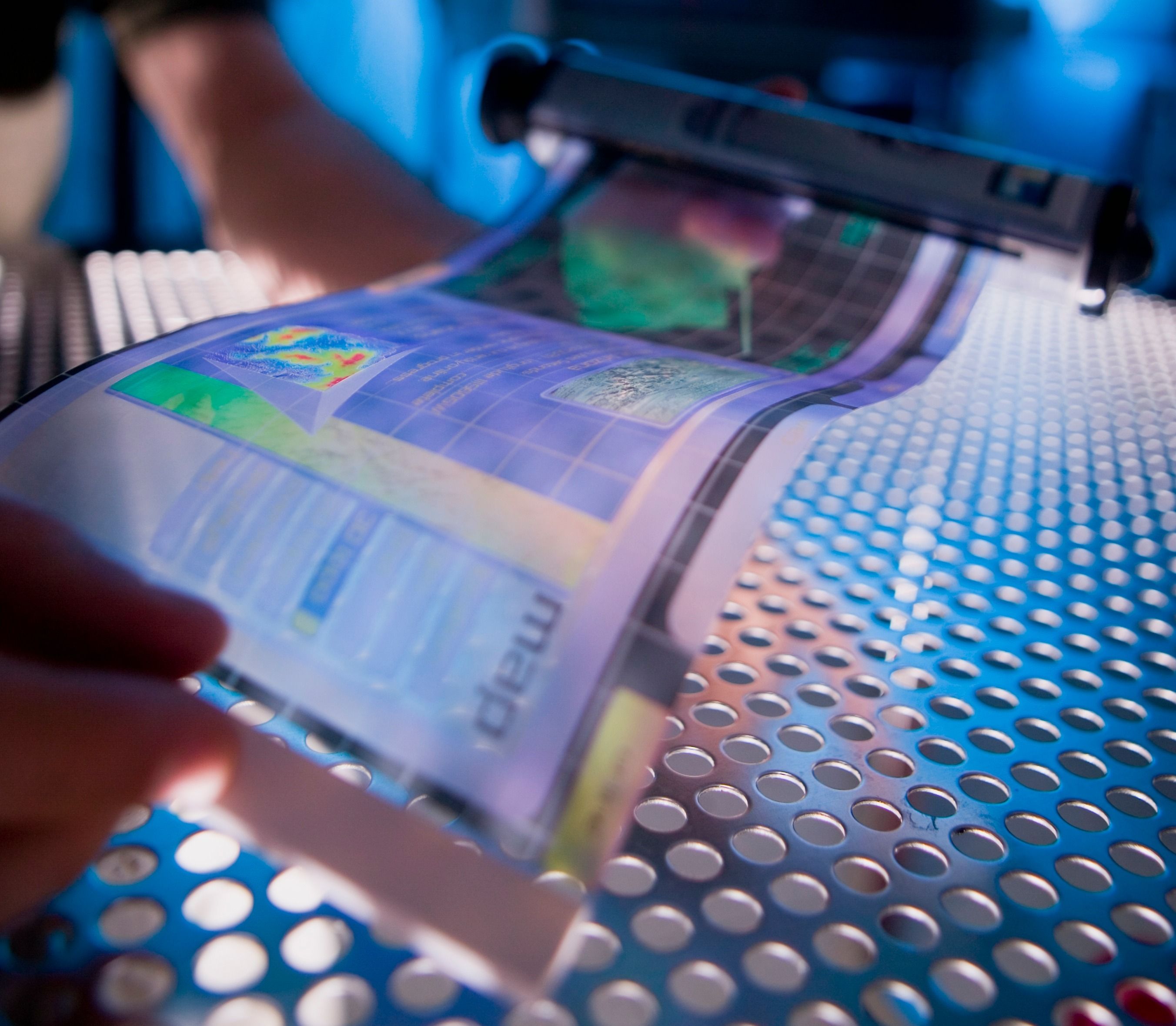
نمایشگر انعطاف‌پذیر مبتنی بر مواد آلی

دسته ای از مواد مورد علاقه در الکترونیک آلی رسانای الکتریکی هستند، یعنی موادی که می‌توانند بارهای الکتریکی را با مقاومت کم منتقل کنند. به‌طور سنتی، مواد رسانا غیر آلی هستند. مواد رسانای کلاسیک (و هنوز از نظر فنی غالب) فلزاتی مانند مس و آلومینیوم و همچنین بسیاری از آلیاژها هستند.
اولین ماده رسانای آلی، پلی آنیلین، توسط هنری لتبی در سال ۱۸۶۲ توصیف شد. کار بر روی سایر مواد آلی پلیمری به‌طور جدی در دهه ۱۹۶۰ آغاز شد، رسانایی بالایی در سال ۱۹۶۳ برای مشتق تترایودوپیرول گزارش شد. در سال ۱۹۷۷، کشف شد که می‌توان پلی استیلن را با هالوژن‌ها اکسید کرد و مواد رسانا را از مواد عایق یا نیمه رسانا تولید کرد. جایزه ۲۰۰۰ نوبل شیمی به‌طور مشترک به آلن جی هیگر، آلن مک‌دایارمید و هیدکی شیراکاوا برای کار در مورد پلیمرهای رسانا اهدا شد که خانواده‌های بزرگ پلیمرهای رسانای الکتریکی از جمله پلی تیوفن، پلی فنیلن سولفید و سایر موارد را شناسایی کردند.
در دهه ۱۹۵۰، دسته دوم هادی‌های الکتریکی بر اساس نمک‌های انتقال بار کشف شد. نمونه‌های اولیه مشتقات ترکیبات آروماتیکی چندحلقه‌ای بودند. به عنوان مثال، نشان داده شد که پیرن نمکهای پیچیده انتقال بار با هالوژنها را به صورت نیمه رسانا تشکیل می‌دهد. در سال ۱۹۷۲، محققان رسانایی فلزی (رسانایی قابل مقایسه با فلز) را در مجموعه انتقال بار TTF-TCNQ یافتند.
پلاستیک‌های رسانا برای کاربردهایی در صنعت دستخوش توسعه شده‌اند. در سال ۱۹۸۷، اولین دیود آلی در کداک توسط چینگ وی تانگ و استیون ون اسلیک تولید شد.
توصیف اولیه خصوصیات اساسی دیودهای ساطع کننده نور پلیمری، نشان می‌دهد که پدیده انتشار نور، الکترولومینسانس است و پاسخ فرکانس به اندازه کافی سریع است. حرکت از مواد مولکولی به ماکرومولکولی مشکلاتی را که قبلاً با ثبات طولانی مدت فیلم‌های آلی روبرو شده بود حل کرد و فیلم‌های با کیفیت بالا را به راحتی ساخت. تحقیقات بعدی، پلیمرهای چند لایه را توسعه داد و زمینه جدیدی از تحقیقات الکترونیکی پلاستیک و دیود نورگسیل ارگانیک (OLED) و تولید دستگاه به سرعت رشد کرد.

## مواد آلی رسانا
مواد رسانای آلی را می‌توان در دو کلاس اصلی دسته‌بندی کرد: پلیمرهای رسانا و مواد جامد مولکولی و نمک‌ها.

### جامدات و نمک‌های مولکولی
نیمه رسانا مولکول‌های کوچک شامل هیدروکربن آروماتیک چندحلقه‌ای از ترکیبات مانند پنتاسن و روبرن.

## دیود نورگسیل ارگانیک
OLED (دیود نورگسیل ارگانیک) از یک فیلم نازک از مواد آلی تشکیل شده‌است که در اثر تحریک جریان الکتریکی، نور را ساطع می‌کند. یک OLED معمولی از آند، کاتد، مواد آلی OLED و یک لایه رسانا تشکیل شده‌است.

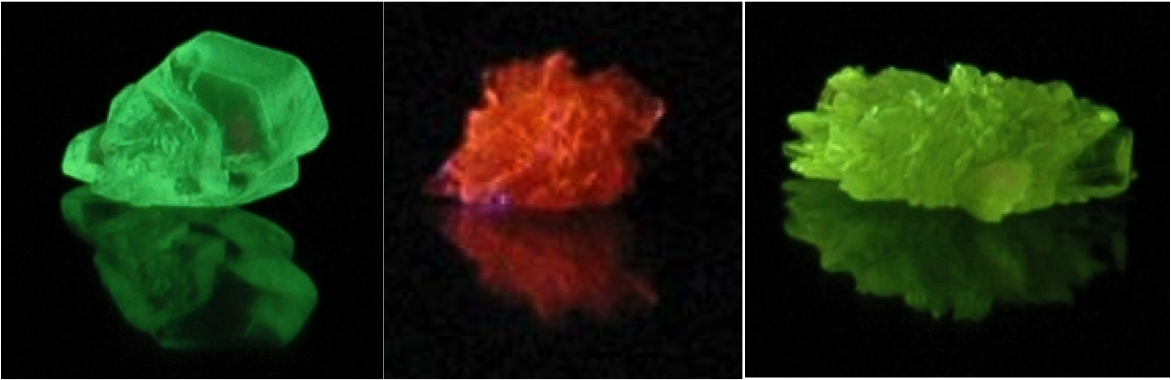
Br6A، نسل بعدی خانواده بلوری ساطع کننده نور آلی خالص است

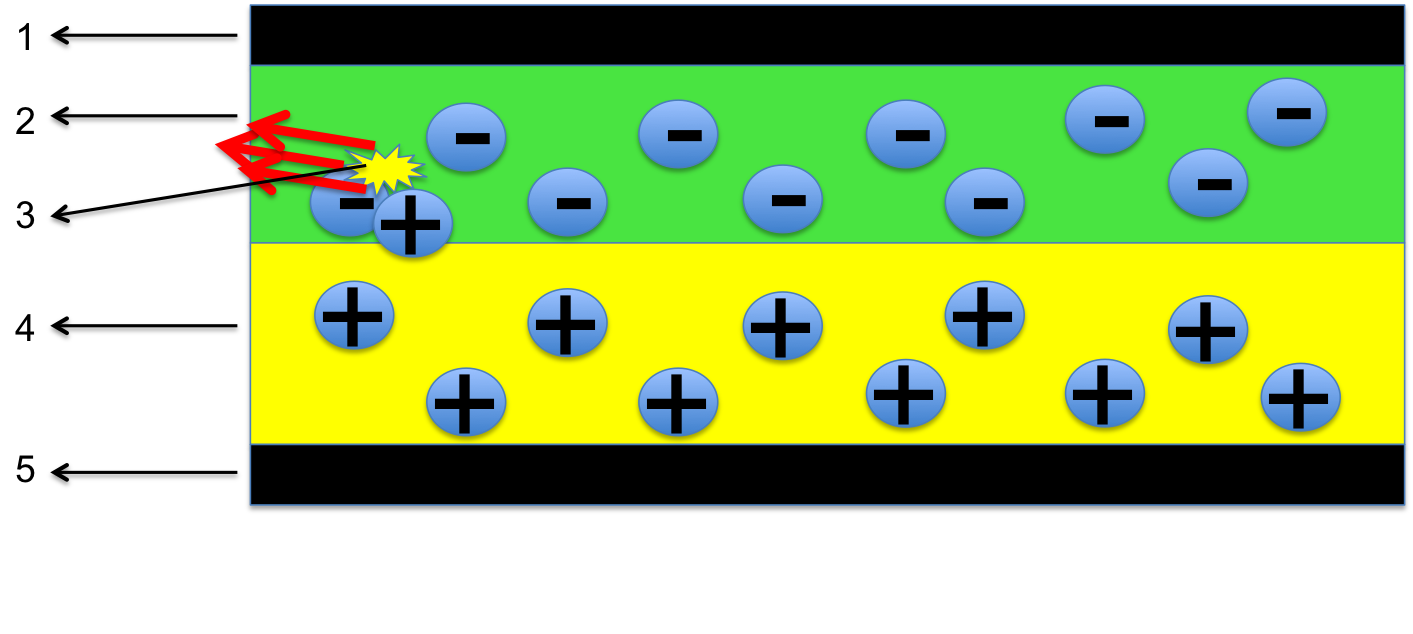
شماتیک یک لایه دو لایه OLED: 1. کاتد (-)، ۲. لایه گسیل کننده، ۳. انتشار تابش، ۴. لایه رسانا، ۵. آند (+)

### کشف OLED
آندره برنانوز اولین کسی بود که الکترولومینسانس را در مواد آلی مشاهده کرد چینگ وی تانگ، ساخت دستگاه OLED را در سال ۱۹۸۷ گزارش داد. کشف آنها عصر جدیدی از تحقیقات OLED و طراحی دستگاه‌های فعلی را رقم زد.

## دستگاه‌های الکترونیکی ارگانیک
سلول‌های خورشیدی آلی می‌توانند با استفاده از پلیمرهای آلی ارزان قیمت و نه سیلیکون بلوری گران‌قیمت که در بیشتر سلول‌های خورشیدی استفاده می‌شود، هزینه برق خورشیدی را کاهش دهند. علاوه بر این، می‌توان پلیمرها را با استفاده از تجهیزات کم هزینه مانند چاپگرهای جوهر افشان یا تجهیزات پوشش‌دهی که برای ساخت فیلم عکاسی استفاده می‌شود، پردازش کرد، که هم سرمایه و هم هزینه‌های عملیاتی را در مقایسه با تولید معمولی سلول خورشیدی کاهش می‌دهد.

### سلول‌های خورشیدی آلی

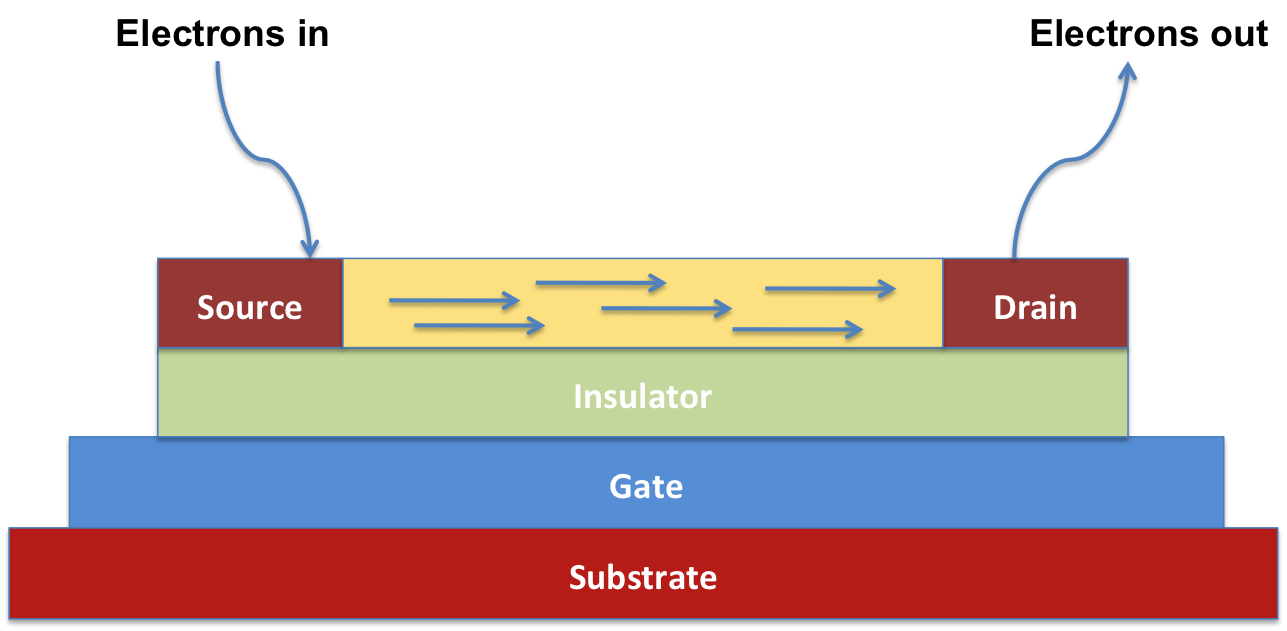
تصویر دستگاه ترانزیستور فیلم نازک

در مقایسه با سلول خورشیدی غیرآلی معمولی، سلول‌های خورشیدی آلی از مزیت هزینه ساخت پایین‌تر برخوردار هستند. سلول خورشیدی آلی دستگاهی است که از الکترونیک آلی برای تبدیل نور به برق استفاده می‌کند. سلول‌های خورشیدی آلی از مواد آلی فتوولتائیک، دیودهای نیمه رسانای آلی که نور را به برق تبدیل می‌کنند، استفاده می‌کنند. شکل سمت چپ پنج ماده فتوولتائیک آلی را که معمولاً استفاده می‌شود نشان می‌دهد. الکترونهای موجود در این مولکولهای آلی را می‌توان در یک اوربیتال π محل جدا شده با یک اوربیتال ضد پیوند *π جدا کرد. تفاوت انرژی بین اوربیتال π یا اوربیتال مولکولی با بیشترین اشغال (HOMO) و *π مداری یا کمترین اوربیتال مولکولی اشغال نشده (LUMO) شکاف باند مواد فتوولتائیک آلی نامیده می‌شود. به‌طور معمول، شکاف باند در محدوده 1-4eV قرار دارد.
تفاوت در شکاف باند مواد آلی فتوولتائیک منجر به ایجاد ساختارهای شیمیایی و اشکال مختلف سلولهای خورشیدی آلی می شود. اشکال مختلف سلولهای خورشیدی شامل سلولهای فتوولتائیک آلی تک لایه، سلولهای فتوولتائیک آلی دو لایه و سلولهای فتوولتائیک هتروژنکشن است. با این حال، هر سه این نوع سلول‌های خورشیدی رویکرد ساندویچ لایه الکترونیکی آلی بین دو رسانای فلزی، به‌طور معمول اکسید قلع ایندیم را دارند.

## امکانات
پلیمرهای رسانا سبک‌تر، انعطاف پذیرتر و ارزان‌تر از رساناهای غیر آلی هستند. این امر آنها را در بسیاری از کاربردها به گزینه ای مطلوب تبدیل می‌کند. همچنین این امکان را برای کاربردهای جدید ایجاد می‌کند که استفاده از مس یا سیلیکون غیرممکن است.
الکترونیک آلی نه تنها شامل نیم‌رسانای‌های آلی است، بلکه شامل دی الکتریک‌های آلی، رساناها و گسیل کننده‌های نور است.
کاربردهای جدید شامل پنجره‌های هوشمند و کاغذ الکترونیکی است. انتظار می‌رود که پلیمرهای رسانا نقش مهمی در علم نوظهور رایانه‌های مولکولی داشته باشند.